# Дарин Димитров
Дарин Иванов Димитров е български политик и лекар акушер-гинеколог от ГЕРБ. Народен представител от ГЕРБ в XLII и XLIII народно събрание на България. Владее немски и руски език. От 2015 г. е кмет на Търговище, излъчен от ГЕРБ. През същата година става председател е на Постоянната комисия по здравеопазване към Националното сдружение на общините в Република България.

## Биография
Роден е на 23 януари 1962 г. в село Светлен, дн. област Търговище. Завършва специалност „Медицина“ в Медицинския университет във Варна, след което специализира „Акушерство и гинекология“. От 1998 г. практикува като лекар в МБАЛ Търговище. В периода 2002 – 2016 г. е началник на Отделението по акушерство и гинекология в „МБАЛ Търговище“ АД.

## Политическа дейност
На предсрочните парламентарни избори през 2013 г. е кандидат за народен представител от листата на ГЕРБ в 28 МИР Търговище, откъдето е избран за народен представител в XLII народно събрание.
На предсрочните парламентарни избори през 2014 г. е кандидат за народен представител от листата на ГЕРБ в 28 МИР Търговище, откъдето е избран за народен представител в XLIII народно събрание.

### Местни избори

#### 2015
На местните избори през 2015 г. е кандидат за кмет от ГЕРБ на община Търговище. На проведения първи тур получава 9420 гласа (или 35,06%) и се явява на балотаж с кандидата на „ДПС“ Емине Якубова, която получава 9319 гласа (или 34,68%). Избран е на втори тур с 17028 гласа (или 69,18%).

#### 2019
На местните избори през 2019 г. е кандидат за кмет от ГЕРБ на община Търговище. На проведения първи тур получава 13859 гласа (или 48,43%) и се явява на балотаж с кандидата на „ДПС“ Хамди Илиязов, който получава 10693 гласа (или 37,36%). Избран е на втори тур с 16673 гласа (или 69,41%).

#### 2023
На местните избори през 2023 г. е кандидат за кмет от ГЕРБ на община Търговище. Печели от първи тур с 13119 гласа (или 69,9%), втори след него е независимият кандидат Радослав Бойчев с 2496 гласа (или 13,15%). На тези избори ДПС не излъчва кандидат за кмет, като същевременно получава 40,13% подкрепа за общински съветници. Избирателната активност на тези избори е значително по-ниска – 40,39%, в сравнение с предишните избори, когато тя е била 56,48%. Към 16:00 часа избирателната активност в общината е била 29,07%, 24,83% в града и 40,54% в селата.

### Кмет на Търговище

#### 2015 – 2019
Шест месеца след встъпването му в длъжност като кмет на Търговище през 2016 година, председателят на общинската структура на Съюза на патриотичните сили „Защита“ Красимир Русев иска оставката му, заради неговото решение и решението на Общинския съвет да гласуват званието „почетен гражданин на Търговище“ на областния председател на ДПС и шести мандат общински съветник – Хамди Илиязов. През май 2016 г. жители на града организират протест и внасят решение до кметът д-р Дарин Димитров, с искането да бъде отнето почетното звание на Илиязов.